# Championnat d'Amérique du Sud de rugby à XV 1975
Navigation
Championnat 1973 Championnat 1977
Le Championnat d'Amérique du Sud de rugby à XV 1975 est une compétition de rugby à XV organisée par la Confederación sudamericana de rugby. La 9e édition se déroule du 20 septembre au 28 septembre 1975 et est remportée par l'équipe d'Argentine.

## Équipes participantes
- Argentine
- Chili
- Uruguay
- Paraguay
- Brésil

## Format
L'Argentine, le Brésil, le Chili, l'Uruguay et le Paraguay disputent des matchs sous la forme d'un tournoi. Le premier est déclaré vainqueur.

## Classement
| Rang | Nation        | J | V | N | D | Pm  | Pe  | Diff | Pts |
| ---- | ------------- | - | - | - | - | --- | --- | ---- | --- |
| 1    | Argentine (T) | 4 | 4 | 0 | 0 | 232 | 24  | +208 | 8   |
| 2    | Chili         | 4 | 3 | 0 | 1 | 93  | 65  | +28  | 6   |
| 3    | Uruguay       | 4 | 2 | 0 | 2 | 98  | 70  | +28  | 4   |
| 4    | Brésil        | 4 | 1 | 0 | 3 | 42  | 139 | -97  | 2   |
| 5    | Paraguay      | 4 | 0 | 0 | 4 | 27  | 194 | -167 | 0   |

|  | Vainqueur (no 1).        |
|  | T : Tenant du titre 1973 |

## Résultats
| 20 septembre 1975 | Brésil | 10 – 31 | Chili | Asuncion |
| 20 septembre 1975 |        |         |       | Asuncion |
| 20 septembre 1975 |        |         |       | Asuncion |

| 21 septembre 1975 | Argentine | 30 – 15 | Uruguay | Asuncion |
| 21 septembre 1975 |           |         |         | Asuncion |
| 21 septembre 1975 |           |         |         | Asuncion |

| 21 septembre 1975 | Paraguay | 6 – 19 | Brésil | Asuncion |
| 21 septembre 1975 |          |        |        | Asuncion |
| 21 septembre 1975 |          |        |        | Asuncion |

| 23 septembre 1975 | Uruguay | 38 – 7 | Brésil | Asuncion |
| 23 septembre 1975 |         |        |        | Asuncion |
| 23 septembre 1975 |         |        |        | Asuncion |

| 23 septembre 1975 | Paraguay | 3 – 44 | Chili | Asuncion |
| 23 septembre 1975 |          |        |       | Asuncion |
| 23 septembre 1975 |          |        |       | Asuncion |

| 25 septembre 1975 | Chili | 15 – 7 | Uruguay | Asuncion |
| 25 septembre 1975 |       |        |         | Asuncion |
| 25 septembre 1975 |       |        |         | Asuncion |

| 25 septembre 1975 | Argentine | 93 – 0 | Paraguay | Asuncion |
| 25 septembre 1975 |           |        |          | Asuncion |
| 25 septembre 1975 |           |        |          | Asuncion |

| 27 septembre 1975 | Argentine | 64 – 6 | Brésil | Asuncion |
| 27 septembre 1975 |           |        |        | Asuncion |
| 27 septembre 1975 |           |        |        | Asuncion |

| 28 septembre 1975 | Paraguay | 18 – 38 | Uruguay | Asuncion |
| 28 septembre 1975 |          |         |         | Asuncion |
| 28 septembre 1975 |          |         |         | Asuncion |

| 28 septembre 1975 | Argentine | 45 – 3 | Chili | Asuncion |
| 28 septembre 1975 |           |        |       | Asuncion |
| 28 septembre 1975 |           |        |       | Asuncion |